# Chlorid germanatý
Chlorid germanatý je chemická sloučenina germania a chloru se vzorcem GeCl2. Jedná se o pevnou látku.

## Příprava
Pevný GeCl2 lze připravit reakcí plynného chloridu germaničitého (GeCl4) s kovovým germaniem při teplotě 650 °C.
GeCl4 + Ge → 2GeCl2
Vzniká také rozkladem trichlorgermanu (GeHCl3) při 70 °C.
GeHCl3 → GeCl2 + HCl

## Reakce
GeCl2 se hydrolyzuje za vzniku žlutého hydroxidu germanatého, který termickou dehydratací poskytuje oxid germanatý:
GeCl2(aq) + 2H2O(l) ⇌ Ge(OH)2(s) + 2HCl(aq)
Ge(OH)2 → GeO + H2O
Alkalizací roztoku obsahujícího germanaté ionty dojde ke srážení hydroxidu:
Ge2+(aq) + 2 OH−(aq) → Ge(OH)2(s)
Oxidy a hydroxidy germania jsou amfoterní. Roztoky chloridu germanatého v kyselině chlorovodíkové mají silně redukční vlastnosti.

## Dichlorgermylen
Molekulární GeCl2 se často nazývá dichlorgermylen, čímž se zdůrazňuje jeho podobnost s karbeny. Struktura molekulárního GeCl2 v plynné fázi ukazuje, že se jedná o lomenou molekulu, jak předpovídá teorie VSEPR. Dioxanový komplex, GeCl2-dioxan, byl použit jako zdroj molekulárního GeCl2 pro syntézy, stejně jako reakce in situ chloridu germaničitého a germania. GeCl2 je poměrně reaktivní a vstupuje do mnoha různých typů chemických vazeb.